# Axalta
Axalta Coating Systems Ltd. (NYSE: AXTA) er en amerikansk producent af overfladebehandlingsmidler etc. maling og lak. Virksomheden har hovedkvarter i Philadelphia, Pennsylvania, og den er registreret på Bermuda. Axaltas behandlingsmidler benyttes i bilindustri, industri og til finish af diverse produkter. De driver virksomhed i 130 lande med 13.000 ansatte.
Axalta historie begyndte med den tyske virksomhed Herberts Gmbh, som blev etableret i 1866.